# غلين دبليو. هاريسون
غلين دبليو. هاريسون (بالإنجليزية: Glenn Harrison)‏ هو اقتصادي أسترالي، ولد في 11 مارس 1955.

## وصلات خارجية
- الموقع الرسمي
- غلين دبليو. هاريسون على موقع AustralianFootball.com (الإنجليزية)
- غلين دبليو. هاريسون على موقع AFLtables.com (الإنجليزية)